# تپه شماره۲ پیر یوسفیان
تپه شماره۲ پیر یوسفیان در استان قزوین، شهرستان البرز، بخش مرکزی، روستای پیر یوسفیان واقع شده و این اثر در تاریخ ۲۵ اسفند ۱۳۸۰ با شمارهٔ ثبت ۵۵۶۹ به‌عنوان یکی از آثار ملی ایران به ثبت رسیده است.